# Евдокимович, Ангелина Александровна
Ангелина Евдокимович (2 марта 1971) — российская футболистка, выступавшая на позиции вратарь в клубе «Аврора».

## Футбольные достижения
командные
- Кубок СССР по футболу среди женщин
  - Финалист (1): 1991

- Чемпионат СССР по футболу среди женщин
  - 9 место: 1991

- Чемпионат России по футболу среди женщин
  - 8 место: 1993

личные
- По итогам сезонов входила в список «33 лучших футболистки страны» (3): 1992[2], 1993[3] и 1994[4]
- забила гол в серии послематчевых пенальти в финале Кубка СССР по футболу 1991 года[5]

## Личная жизнь
Замужем за бывшим главным тренером команды «Аврора» Александром Семёновым.

## Примечание
1. ↑  А.Евдокимович. womenfootball.ru. Архивировано 2020-10-08. Дата обращения: 1994-01-21. {{cite news}}: Проверьте значение даты: |accessdate= (справка)
2. ↑  33 лучших сезон 1992. womenfootball.ru. Архивировано 2020-09-16. Дата обращения: 1992-12-01. {{cite news}}: Проверьте значение даты: |accessdate= (справка)
3. ↑  33 лучших сезон 1993. womenfootball.ru. Архивировано 2020-09-17. Дата обращения: 1993-12-01. {{cite news}}: Проверьте значение даты: |accessdate= (справка)
4. ↑  33 лучших сезон 1994. womenfootball.ru. Архивировано 2019-06-02. Дата обращения: 1994-12-01. {{cite news}}: Проверьте значение даты: |accessdate= (справка)
5. ↑  В.И.Черкашин. От «Сибирячки» до «Енисея». — Красноярск: ООО «ИПЦ «КаСС», 2012. — 280 с. — 1000 экз. Архивировано 8 апреля 2020 года.
6. ↑  Главный тренер ФК «Аланд» (Финляндия) Александр Семенов: Мой курс — на острова!. sportsdaily.ru. Архивировано 14 апреля 2016. Дата обращения: 4 февраля 2016.